# Nuno-Boco (Ort)
Nuno-Boco (Nunu-Boco, Nonuboka) ist eine osttimoresische Siedlung im Suco Leolima (Verwaltungsamt Hato-Udo, Gemeinde Ainaro).

## Geographie und Einrichtungen
Nuno-Boco ist eine Siedlung an der Nordgrenze der Aldeia Nuno-Boco, in einer Meereshöhe von 422 m. Die Gebäude liegen an einer Seitenstraße der südlichen Küstenstraße Osttimors, die hier etwas landeinwärts verläuft. Nuno-Boco bildet den Südosten des Siedlungszentrums Hato-Udo. Nördlich schließt sich die Siedlung Rae-Soro an, westlich liegt das Dorf Hutseo.
In Nuno-Boco steht das kommunale Gesundheitszentrum (CHC) Leolima.